# Ewa Bandrowska-Turska

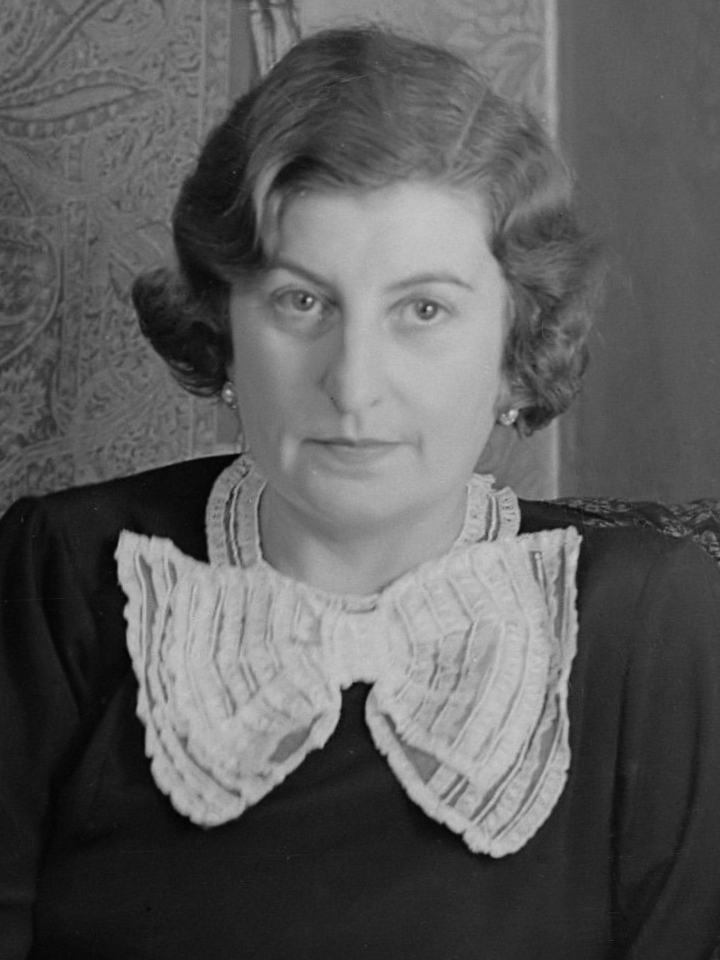
Willem van de Poll: Bandrowska-Turska (1934)

Ewa Bandrowska-Turska (* 20. Mai 1894 in Krakau, Österreich-Ungarn; † 25. Juni 1979 in Warschau) war eine polnische Sängerin (Koloratursopran) und Musikpädagogin.

## Leben
Bandrowska-Turska war Schülerin ihres Onkels Alexander von Bandrowski und der Sängerin Helena Zboińska-Ruszkowska. Sie debütierte im Ersten Weltkrieg 1916 in Wien und gab im gleichen Jahr in Krakau ein Konzert mit Liedern Schuberts und Schumanns. Ihr Bühnendebüt hatte sie 1917 am Großen Theater in Warschau als Margarete in Charles Gounods Oper Faust.
Von 1917 bis 1922 war sie am Stadttheater von Lemberg engagiert, danach zwang sie eine Lungenerkrankung zu einem Kuraufenthalt in Zakopane. Von 1923 bis 1925 hatte sie ein Engagement in Posen, in den folgenden Jahren gastierte sie in Lemberg und Kattowitz. Bis 1937 und von 1949 bis zum Ende ihrer sängerischen Laufbahn 1961 war sie erneut in Warschau engagiert. Konzertreisen führten sie u. a. nach Bratislava, Stockholm, Kopenhagen, Hamburg, Sofia, Leningrad, Odessa, Moskau, Paris, Nizza, Brüssel, Ostende, New York, Chicago und Cleveland.
Neben klassischen Sopranpartien in der Oper standen im Mittelpunkt von Bandrowska-Turskas Repertoire die Lieder Karol Szymanowskis. Tadeusz Kassern komponierte für sie ein Konzert für Stimme und Orchester, Reinhold Glier ein Konzert für Koloratursopran und Orchester und Alexander Arutjunjan ein Konzert für Koloratursopran. 1961 verabschiedete sie sich mit der Rolle der Gräfin in Stanisław Moniuszkos Oper Hrabina von der Bühne.
Von 1945 bis 1949 war Bandrowska-Turska Professorin an der Staatlichen Musikhochschule in Krakau, von 1949 bis 1951 an der Hochschule der Oper in Posen. 1952 wurde sie mit dem polnischen Staatspreis Erster Klasse ausgezeichnet.

## Quelle
- culture.pl - Ewa Bandrowska-Turska

| Personendaten    | Personendaten                         |
| ---------------- | ------------------------------------- |
| NAME             | Bandrowska-Turska, Ewa                |
| KURZBESCHREIBUNG | polnische Sängerin und Musikpädagogin |
| GEBURTSDATUM     | 20. Mai 1894                          |
| GEBURTSORT       | Krakau                                |
| STERBEDATUM      | 25. Juni 1979                         |
| STERBEORT        | Warschau                              |